# Carlo Degen
Carlo Degen (* 13. August 1988 in Berlin) ist ein deutscher Theater- und Fernsehschauspieler.

## Leben
Carlo Degen stammt aus einer Schauspielerfamilie. Sein Vater ist Schauspieler; seine Mutter Regisseurin, aus Siebenbürgen stammend und Autorin. Beide sind zudem als Schauspiel- und Rhetoriktrainer tätig. Erste Bühnenerfahrungen sammelte Carlo Degen 1994 im Alter von sechs Jahren in einer Kinderrolle beim Jedermann im Berliner Dom; Regie führte Brigitte Grothum. Als Jugendlicher wirkte er 2006 beim Jedermann für Kinder und Jugendliche mit, erneut unter der Regie von Brigitte Grothum. Degen besuchte zunächst die Werner-Seelenbinder-Sportschule in Berlin und wechselte später auf ein Wirtschaftsgymnasium, das er mit der Fachhochschulreife abschloss.
Von 2007 bis 2008 besuchte er das Europäische Theaterinstitut (ETI) in Berlin. Degen absolvierte nach erfolgreicher Erstbewerbung, von 2008 bis 2012 in der brandenburgischen Landeshauptstadt Potsdam sein Schauspielstudium an der staatlichen Hochschule für Film und Fernsehen „Konrad Wolf“ am Studio Babelsberg. Das Studium beendete er 2012 mit dem Bachelor-Abschluss. Seit der Spielzeit 2010/11 trat er regelmäßig als Theaterschauspieler am Hans Otto Theater in Potsdam auf. So wirkte er u. a. mit als Roter Ritter, Page und Bauer in einer Studiofassung des Parzival (Spielzeit 2010/11),  als Offizier Klitzing in einer Bühnenfassung des Romans Schach von Wuthenow (Spielzeit 2011/12; Premiere: September 2011; Regie: Tobias Wellemeyer) sowie als Prinz in dem Märchen Rumpelstilzchen (2012). In der Spielzeit 2012/13 war er am Hans Otto Theater als Page Henarez in Don Karlos zu sehen. In der Neuinszenierung des Schauspiels Das Käthchen von Heilbronn übernahm er in der Spielzeit 2012/13 die Rollen Rheingraf vom Stein, Wetzlaf und Hans von Bärenklau.
Im Herbst 2017 übernahm er zum Lutherjahr bei Aufführungen im Forum Schönblick die Rolle des Nuntius Aleandro in dem Theaterstück Höllenfeuer – Luther, der Rebell von Autor und Regisseur Matthias Ihden.
Seit 2009 arbeitete Degen regelmäßig für Kino und Fernsehen, außerdem wirkte er in mehreren Kurzfilmen mit. In der Krimireihe Polizeiruf 110 hatte er in der Folge Leiser Zorn (Erstausstrahlung: März 2011) die Rolle des Götz Zenker; er verkörperte den Klassenkollegen und Ex-Freund des Opfers, der unter Tatverdacht gerät. Im April 2013 war er im ZDF in einer Nebenrolle in dem Fernsehfilm Ein Sommer in Amalfi zu sehen. Er spielte, an der Seite von Steffen Groth, Paolo, den schwulen Kellner eines italienischen Straßen-Cafés. In dem Fernsehfilm Komasaufen (Das Erste, Erstausstrahlung: Oktober 2013) hatte er eine Nebenrolle als Florian Becker. Er spielte einen Mathematik-Studenten, der Nachhilfe erteilt.
Von Juni 2013 bis Mai 2014 war er in der Seifenoper Alles was zählt in einer Hauptrolle als schwuler Fußballer Joscha Degen zu sehen. Die Namensgleichheit zwischen seinem eigenen Familiennamen und der Rollenfigur war nicht beabsichtigt. In Interviews thematisierte Carlo Degen mehrfach das Thema „Homosexualität im Fußball“. Am 15. September 2013 wirkte Degen, gemeinsam mit seinen Serienkollegen André Dietz, Jenny Bach und Kaja Schmidt-Tychsen, in der Kochshow Das perfekte Promi-Dinner mit.
Degen arbeitete auch als Synchronsprecher. Er sprach eine der Hauptrollen in dem Kinofilm Youth von Tom Shoval, ein Coming-of-Age-Film über zwei Brüder, der in deutsch-israelischer Koproduktion entstand. Degen übernahm in der deutschen Synchronfassung die Rolle des jüngeren Bruders Shaul. Der Film lief 2013 in der Sektion „Panorama“ bei der Berlinale.
Carlo Degen lebt in Berlin und Köln.

## Filmografie (Auswahl)
- 2009: Der Grenzgänger (Kurzfilm)
- 2011: Polizeiruf 110: Leiser Zorn (Fernsehreihe)
- 2011: Krauses Braut (Fernsehfilm)
- 2013: Wechselspiel (Kinofilm)
- 2013: Frühlingsgefühle (Fernsehfilm)
- 2013: Ein Sommer in Amalfi (Fernsehfilm)
- 2013–2014: Alles was zählt (Fernsehserie)
- 2013: Komasaufen (Fernsehfilm)
- 2013: Youth (Kinofilm; Synchronrolle)
- 2016: Morris aus Amerika (Kinofilm)
- 2018: Die Heiland – Wir sind Anwalt (Fernsehserie; Folge: Tiefer Fall)